# Ferhat Yazgan
Ferhat Yazgan (* 20. Oktober 1992 in Kiel) ist ein deutsch-türkischer Fußballspieler.

## Karriere
Yazgan begann mit dem Vereinsfußball in der Nachwuchsabteilung von Wiker SV und wechselte 2003 in den Nachwuchs von Holstein Kiel, dem bekanntesten Fußballverein seiner Heimatstadt. Im Sommer 2010 wurde er hier in den Kader der ersten Mannschaft aufgenommen und gab in der Regionalligapartie vom 8. August 2010 gegen Hamburger SV. Mit seinem Verein spielte er in der Regionalliga Nord und absolvierte in seiner ersten Saison 15 Ligaspiele. Am Saisonende wechselte er innerhalb der Liga zu VfL Wolfsburg II, der Reservemannschaft vom VfL Wolfsburg. Bei diesem Verein erkämpfte er sich in seiner ersten Saison einem Stammplatz und gehörte bis zum Sommer 2014 zu den Leistungsträgern seiner Mannschaft.
Zur Saison 2014/15 wechselte er in die türkische Süper Lig zu Trabzonspor. Für die Saison 2015/16 wurde er an den Zweitverein von Trabzonspor, an den Zweitligisten 1461 Trabzon ausgeliehen.